# 皮黔生
皮黔生（1951年—），河南宁陵人，中华人民共和国政治人物。

## 生平
1968年12月，不足17岁的皮黔生到天津市手术器械厂成为一名普通工人。1970年左右，参军入伍服役6年期满后，他回到原来的工厂，被提拔为干部。
1977年12月，皮黔生参加了恢复高考后的第一次全国高考。1978年2月，他考上了南开大学经济系。
毕业后，被分配到天津市委办公厅工作。1984年8月，皮黔生任天津经济技术开发区管委会研究室负责人。1985年，他升任研究室主任和办公室主任。1987年，36岁的他担任开发区总公司和公用实业公司经理。1988年，又出任管委会主任助理。之后不到两年，他还兼任了开发区的规划建设局、土地管理局、房地产管理局、环保局四个局的局长，被人称为“皮四局”。
1994年，天津滨海新区成立，皮黔生负责新区的整体工作。2000年3月，兼任滨海新区办公室主任。2006年，皮黔生升任天津市委常委、滨海新区工委书记、管委会主任，同时还兼任开发区、保税区工委书记。他还当选为第九届全国人大代表。
2010年，因受贿罪被判死缓。